# Perros y útiles de caza
Perros y útiles de caza es un óleo sobre lienzo pintado por Francisco de Goya para la primera de serie de cartones para tapices que diseñó con destino a los Reales Sitios. El destino de este primer grupo de tapices era adornar el comedor de los príncipes de Asturias, Carlos de Borbón y María Luisa de Parma. Como sus compañeros de serie, fue entregado el 25 de mayo de 1775.
Al igual que muchos otros cartones, tejidos los tapices definitivos fue almacenado en condiciones algo precarias y no sería recuperado para su exhibición hasta casi un siglo después. Almacenado en los sótanos del Palacio de Oriente, se dio por desaparecido en 1869 cuando finalmente los cartones goyescos fueron recuperados para ser colgados en el Prado. Este cartón en concreto terminó en la colección de Raimundo de Madrazo, quien la donó al Prado en 1894. Desde entonces se exhibe en la sala 90 y su número de catálogo es 753. Su pareja es Caza con reclamo.

## Análisis
Su formato alargado se debe a su empleo como sobrepuerta en el comedor de los herederos reales en el Monasterio de El Escorial. La caza, la afición favorita del rey y de su hijo, fue elegido para este sitio debido a que allí se realizaban dichas actividades.
La serie estaba compuesta, además de Perros y útiles de caza y Caza con reclamo, de cuadros como Partida de caza, El pescador de caña, Cazador cargando su escopeta y El cazador con sus perros.
La influencia de Bayeu y Mengs es claramente visible en este cuadro. Su cuñado y coterráneo Bayeu le dirige atentamente y Goya se muestra inhibido, e incluso se confunden las obras de ambos maestros.
Carece de la gracia castiza de otros cartones, como El cacharrero o La riña en la venta nueva. Elaborado con un punto de vista bajo para el espectador, los perros situados en un montículo forman una pirámide al estilo de Mengs, el más importante pintor del momento. Es muy importante la capacidad de Goya para pintar a los animales que tantas veces en su vida representará y no solo en los cartones. Las tonalidades de cielos y arbustos se funden en tonos azules y verdes, como en su pareja Caza con reclamo.